# Montagnes Atascosa
Les montagnes Atascosa – Atascosa Mountains en anglais – sont un massif de montagnes dans le comté de Santa Cruz, dans l'État américain de l'Arizona. Leur point culminant est le pic Atascosa, lequel atteint 1 957 mètres d'altitude.